# A2Sc (Inschrift)
A2Sc ist die Abkürzung einer Inschrift von Artaxerxes II. (A2). Sie wurde in Susa (S) entdeckt und von der Wissenschaft mit einem Index (c) versehen. Die Inschrift liegt in einem Fragment in altpersischer Sprache vor. Die Inschrift ist auf einer Sandsteinplatte geschrieben.

## Inhalt
„… ein Achämenide. Es kündet Artaxerxes, der große König, König der Könige, König der Länder, König auf dieser Erde: Diesen Palast und diesen steinernen Treppenaufgang …“

„Deutsche Übersetzung von der altpersischen Sprachversion“

## Forschungsgeschichte
Das Fragment wurde von Marcel Dieulafoy in Susa entdeckt, veröffentlicht und in den Louvre in Paris gebracht.